# 青莲岗文化
青莲岗文化是中国新石器时代文化的一种，1951年首次发现位于江苏淮安青莲岗，是江淮下游的父系氏族公社文化的代表，是良渚文化的基础。陶器以粗砂和泥制红陶为主，灰陶和黑陶次之。器型包括盤、盆、缽、鼎、鬲、杯、豆、甑等。裝飾圖案皆為簡單的幾何圖形，多為平行的曲線或直線，圖案通常以壓印或漆繪於容器上，有時則使用雕花、貼花等方式。流行三足器和圈足器，石器有锛、斧、刀、纺轮等。经济生活以农业为主，但鱼类和采集仍占一定地位。